# Metropolita
Metropolita – zwierzchnik metropolii (prowincji kościelnej). W jej skład wchodzi zawsze archidiecezja na czele z arcybiskupem metropolitą oraz na ogół jedna lub więcej diecezji lub archidiecezji (zwanych sufraganiami) na czele odpowiednio z biskupem lub arcybiskupem diecezjalnym, który do pomocy może mieć przydzielonych biskupów pomocniczych.
Pierwotnie arcybiskupami metropolitami zwano biskupów chrześcijańskich, mających siedziby w stolicach prowincji Cesarstwa Rzymskiego.

## Kościół rzymskokatolicki

Herb arcybiskupa metropolity

Zadania metropolity względem podległych mu sufraganów metropolii to:
- Dbanie o zachowanie wiary i dyscypliny kościelnej oraz składanie relacji papieżowi.
- Wizytowanie parafii, jeśli sufragan tego zaniedbał (powód wizytacji każdorazowo akceptowany przez Stolicę Apostolską).
- Wyznaczanie administratora diecezji, jeśli po ośmiodniowym wakacie na stanowisku sufragana kolegium konsultorów go nie wybierze (lub wybierze niezgodnie z prawem kanonicznym).
- Prowadzenie trybunału metropolitalnego – sądu II instancji, odwoławczego w stosunku do postanowień sądów biskupich.

### Metropolici rzymskokatoliccy w Polsce

Podział administracyjny Kościoła katolickiego w Polsce

1. Stanisław Budzik – arcybiskup metropolita lubelski
2. Wacław Depo – arcybiskup metropolita częstochowski
3. Wiesław Śmigiel– arcybiskup metropolita szczecińsko-kamieński
4. Zbigniew Zieliński – arcybiskup metropolita poznański
5. Tadeusz Wojda – arcybiskup metropolita gdański, przewodniczący KEP
6. Józef Górzyński – arcybiskup metropolita warmiński
7. Marek Jędraszewski – arcybiskup metropolita krakowski
8. Józef Kupny – arcybiskup metropolita wrocławski, wiceprzewodniczący KEP
9. Wojciech Polak – arcybiskup metropolita gnieźnieński, prymas Polski
10. Grzegorz Ryś – arcybiskup metropolita łódzki (kardynał)
11. Adrian Galbas – arcybiskup metropolita warszawski
12. Adam Szal – arcybiskup metropolita przemyski
13. Józef Guzdek – arcybiskup metropolita białostocki

## Katolickie Kościoły wschodnie
W Katolickich Kościołach wschodnich archidiecezja metropolitarna nazywana jest często archieparchią.

### Metropolita greckokatolicki w Polsce
Eugeniusz Popowicz – arcybiskup metropolita przemysko-warszawski

## Polski Autokefaliczny Kościół Prawosławny
Polski Autokefaliczny Kościół Prawosławny jest Kościołem metropolitarnym. Metropolita warszawski i całej Polski, jako przewodniczący Soboru Biskupów PAKP, jest przedstawicielem Kościoła w jego relacjach wewnętrznych i zewnętrznych. Metropolici warszawscy i całej Polski są równocześnie ordynariuszami diecezji warszawsko-bielskiej oraz honorowymi zwierzchnikami monasteru św. Onufrego w Jabłecznej (stauropigia). Urząd pełniony jest dożywotnio.